# オーストラリア戦争記念館
オーストラリア戦争記念館（オーストラリアせんそうきねんかん、 Australian War Memorial）は、オーストラリアの首都キャンベラにある国立軍事博物館。記念館はオーストラリアが参戦した戦争で死亡した兵士の墓、展示エリア、記録室の3つのエリアで構成されている。武器、戦車、戦闘機の展示もある。

## 歴史
記念館は当初第一次世界大戦後に建設予定だったが、1939年の第二次世界大戦勃発で建設が急ピッチで進み、1941年11月11日に竣工。

## アクセス
- 所在地　Treloar Crescent, Campbell, ACT] 2612
- シティバス/インターチェンジ(City Bus Interchange)から徒歩2分
- 開館時間　10:00～17:00
- 休館日　クリスマス、リサーチセンターは日曜日は休館